# أبيل بيرالتا
أبيل بيرالتا (بالإسبانية: Abel Peralta)‏ (1 مارس 1989 بمندوزا في الأرجنتين - ) هو لاعب كرة قدم أرجنتيني في مركز الوسط.

## روابط خارجية
- أبيل بيرالتا على موقع قاعدة بيانات كرة القدم.إي يو (الإنجليزية)
- أبيل بيرالتا على موقع Soccerway.com (الإنجليزية)